# Алі-заде Алі Ашраф Абдул Гусейн огли
Алі Ашраф Абдул Гусейн огли Алі-заде (Алізаде) (24 квітня 1911, місто Шамахи, тепер Азербайджан — 22 березня 1985, місто Баку, тепер Азербайджан) — радянський діяч, вчений-геолог, професор (з 1945), доктор геолого-мінералогічних наук, академік Академії наук Азербайджанської РСР (1945), 2-й секретар ЦК КП(б) Азербайджану. Депутат Верховної Ради СРСР 2-го скликання (в 1946—1948 роках).

## Життєпис
Втратив батька у семирічному віці. Закінчив Бакинську школу № 18. З 1926 до 1930 року працював вчителем початкової школи.
1930 року вступив до Грузинського державного політехнічного інституту імені Леніна. Через півроку перевівся в Баку в Азербайджанський індустріальний інститут імені Азізбекова, де у березні 1935 році закінчив із відзнакою геологорозвідувальний факультет.
У 1935—1938 роках — геолог у геологічних установах і геологорозвідувальних групах, начальник відділу геологічних досліджень «Азнафторозвідки», заступник головного геолога відділу геологічних досліджень «Азнафторозвідки». Одночасно з 1936 року навчався в аспірантурі Азербайджанського відділення Академії наук СРСР, у 1938—1946 роках викладав в Азербайджанському індустріальному інституті.
У 1939—1941 роках — директор, керівник Азербайджанського геологорозвідувального тресту «Азнафторозвідка».
Член ВКП(б) з 1940 року.
З січня 1941 до 1942 року працював начальником геологічної експедиції в районі Кури та керівником Кіровабадського районного геологорозвідувального тресту.
У 1942—1944 роках — заступник секретаря з нафтової промисловості Бакинського міського комітету КП(б) Азербайджану, секретар із кадрів Бакинського міського комітету КП(б) Азербайджану.
У березні 1944—1946 роках — 2-й секретар ЦК КП(б) Азербайджану. У 1945 році був серед засновників Академії наук Азербайджанської РСР.
У 1946—1948 роках — керівник об'єднання «Азнафта» та «Азнафторозвідка». У 1948 році знятий з посади та відправлений до Туркменської РСР.
У 1949—1950 роках — співробітник Туркменської філії Азербайджанського науково-дослідного інституту видобутку нафти.
У 1950—1954 роках — професор Туркменського індустріального інституту.
У 1954—1959 роках — професор Азербайджанського індустріального інституту.
У 1959—1970 роках — директор Азербайджанського науково-дослідного інституту видобутку нафти.
У 1970—1985 роках — директор Азербайджанського державного науково-дослідного інституту та Проєктного інституту нафтової промисловості. 
Автор низки геологічних та тектонічних карт, а також карти нафтогазоносності Азербайджану, один із ініціаторів шахтної системи розробки нафтових родовищ Азербайджану. Під його керівництвом вирішувалися теоретичні та практичні завдання регіональної геології та геології нафти. Був першовідкривачем багатьох нафтових родовищ Азербайджану. Наприкінці 1950-х років вперше поставив питання про перспективу мезозойської нафти.
Помер 22 березня 1985 року в Баку.

## Основні праці
- Майкопська свита Азербайджану та її нафтоносність (1945)
- Нафтові родовища Прикаспійського району (1945)
- Палеогенові відкладення Азербайджану (1947)
- Земля та землетруси (1950)
- Нафта та її походження (1957)
- Палеогеографія басейну балаханського ярусу (1960)
- Геофізичне вивчення геологічної будови нафтогазоносних областей Азербайджану (1963)

## Нагороди
- два ордени Леніна
- орден Трудового Червоного Прапора
- медаль «За оборону Кавказу»
- медаль «За доблесну працю у Великій Вітчизняній війні 1941—1945 рр.» (1945)
- Сталінська премія (1943) — за дослідження та освоєння нових нафтових родовищ Азербайджану
- Сталінська премія (1946) — за створення малогабаритного електроперфоратора для нафтової промисловості